# Людина року (Тернопільщина)
Людина року на Тернопільщині — щорічний конкурс. Організатори — спортивно-митецький та духовний центр «Моя Україна» і редакція обласної газети «Вільне життя». 

## Історія
Заснований у 2001 році спортивно-мистецьким та духовним центром «Моя Україна» і редакцією всеукраїнської незалежної громадсько-політичної газети «Вільне життя».

## Лауреати

### 2001
1. Анатолій Кучеренко — міський голова.
2. Олександр Устенко — ректор академії народного господарства, доктор економічних наук.
3. Володимир Кравець — ректор державного педінституту ім. В. Гнатюка, доктор педагогічних наук.
4. Леонід Ковальчук — ректор медичного інституту ім. І. Горбачевського, доктор медичних наук.
5. Володимир Пласконіс — директор спортивної школи, заслужений тренер України.
6. Роман Бойко — старший викладач музичного училища ім. С. Крушельницької, заслужений артист України.
7. Валерій Яцюта — головний лікар міської лікарні №3.
8. Степан Дудяк — директор ЗОШ №3, заслужений працівник освіти України.
9. Іван Панцьо — перший заступник міського голови.
10. Сергій Тарашевський  генеральний директор фірми «Ровекс».

### 2002
1. Богдан Левків — міський голова.
2. о. Анатолій Зінкевич — настоятель Свято-Троїцького духовного центру на честь Д. Галицького.
3. Галина Садовська  — політичний оглядач газети «Вільне життя», заслужений журналіст України.
4. Марія Баб'юк — директор Галицького коледжу, кандидат математичних наук.
5. Олександр Кухарчук — головний лікар стоматполіклініки, відмінник охорони здоров'я.
6. Ярослав Омелян — художник-графік, лауреат премії ім. братів Лепких.
7. Євген Ворко — генеральний директор ВАТ «Тернопільринок», президент федерації греко-римської боротьби.
8. Олег Шаблій — ректор технічного університету ім. І. Пулюя, доктор технічних наук.
9. Анатолій Фігурський — начальник залізничного вокзалу ст. Тернопіль.
10. Юрій Куриляк — керуючий Тернопільською філією Укрсоцбанку.

### 2003
1. Олег Караванський — генеральний директор ВАТ «Тернонільгаз», заслужений будівельник України.
2. Андрій Балтарович — перший заступник міського голови.
3. Петро Федоришин — редактор газети «Вільне життя», кандидат філологічних наук.
4. Олександр Шільман — генеральний директор ВАТ «АТП 16127».
5. Зіновій Новосельський — начальник фінансового управління міської ради.
6. Володимир Хомик — генеральний директор АТ «Волхонтет–Банчі».
7. Анатолій Ваврищук — лікар-офтальмолог обласної лікарні.
8. Олександр Остапчук — директор ЗОШ №6, відмінник народної освіти України.
9. Богдан Андрушків — голова облпрофради, член спілки письменників України.
10. Йосип Сагаль — викладач музичного училища ім. С. Крушельницької, заслужений працівник культури України.

### 2004
1. Володимир Собків — голова Тернопільського відділення всеукраїнського об'єднання ветеранів.
2. Ігор Вардинець — головний лікар районної лікарні, отаман українського козацтва.
3. Василь Бурма — фотокореспондент газети «Вільне життя». заслужений журналіст України.
4. Мирослав Свистун — полковник, перший заступник начальника УВС в Тернопільській області.
5. В’ячеслав Хім'як — народний артист України, артист обласного драматичного театру ім. Т. Шевченка.
6. Олександр Волинець — майстер спорту міжнародного класу, учасник першості світу і Європи, фіналіст XXVII і XXVIII літніх Олімпійських ігор.
7. Василь Костевич — заввідділу хірургії міської лікарні №3.
8. Ігор Дуда — директор обласного художнього музею, заслужений працівник культури України.
9. Степан Палащук — директор ВАТ «Волхонтет».
10. Роман Півторак — директор ВПТУ №4.

### 2005
1. Володимир Яворівський — голова Національної спілки письменників України, народний депутат.
2. Дарія Чубата — лікар другої міської лікарні, громадська діячка, депутат обласної ради.
3. Роман Заяць — генеральний директор обласної державної телерадіокомпанії, заслужений журналіст України.
4. Мирослав Свистун — голова державної податкової адміністрації в області.
5. Сергій Юрій — ректор державного економічного університету, доктор економічних наук.
6. Володимир Кубей — директор ТОВ «Калина-Тернопіль».
7. Данило Теличин — відповідальний секретар газети «Вільне життя», член Національної спілки письменників України.
8. Михайло Форгель — художній керівник академічного драматичного театру ім. Т. Шевченка, заслужений діяч мистецтв України.
9. Ігор Підгайний — начальник відділу з питань фізичної культури і спорту міської ради, заслужений працівник фізичної культури і спорту України.
10. Марія Нова — заступник директора з навчально-методичної роботи гімназії ім. І. Франка, відмінник народної освіти України.

### 2006
1. Сергій Бубка — президент національного Олімпійського комітету України, Олімпійський чемпіон, п'ятиразовий чемпіон і рекордсмен світу.
2. Роман Заставний — міський голова.
3. Людмила Островська — журналіст, головний редактор радіо Тернопільського обласного телерадіомовлення.
4. Мирослав Гірняк — головний лікар Тернопільської обласної клінічної лікарні, кандидат медичних наук, заслужений лікар України.
5. Раїса Сауляк — заступник начальника управління освіти міської ради.
6. Микола Люшненко — перший заступник прокурора області.
7. Марія Гонта — артистка Тернопільською академічного драматичного театру ім. Т. Шевченка, заслужена артистка України.
8. 3інаїда Степчук — директор ЗОШ І ступеня з поглибленим вивченням основ економіки.
9. Володимир Сушкевич — журналіст газети «Вільне життя», заслужений журналіст України.
10. Іван Марчук — народний художник України, лауреат національної премії ім. Т. Шевченка.

### 2007
1. Юлія Тимошенко — прем’єр-міністр України, видатний політичний та громадський діяч.
2. Юрій Голуб — прокурор Тернопільської області, заслужений юрист України.
3. Ярослав Гулько — заслужений журналіст України, лауреат всеукраїнського конкурсу «Золоте перо».
4. Леонід Міллер — композитор, заслужений працівник культури, колишній керівник і диригент муніципального колективу «Оркестра волі».
5. Петро Поврозник — директор спеціалізованої школи І-ІІІ ступенів №5 з поглибленим вивченням іноземних мов Тернопільської міської ради, відмінник освіти України.
6. Ігор Дзюбановський — доктор медичних наук, професор, завідувач кафедри госпітальної хірургії медуніверситету, голова Тернопільського відділення Українського лікарського товариства.
7. Юлія Винокур — директор телекомпанії «TV-4», депутат міської ради, голова постійної комісії з питань освіти, науки, культури, туризму, молодіжної політики і спорту.
8. Олександр Ковальчук — завідувач відділення малоінвазивної хірургії обласної клінічної лікарні, кандидат медичних наук.
9. Василь Грабовенко — заслужений працівник фізичної культури і спорту України, старший тренер жіночої гандбольної команди області.
10. Валентина Кухар — голова профспілки працівників освіти м. Тернополя.

### 2008
1. Любомир Білик — директор Чортківського державного медичного коледжу, кандидат медичних наук, заслужений лікар України.
2. Володимир Шкробот — головний лікар Тернопільської обласної комунальної клінічної психоневрологічної лікарні, кандидат медичних наук, заслужений лікар України.
3. Віра Зозуля — майстер спорту міжнародного класу з легкої атлетики, учасниця літніх Олімпійських ігор у Сіднеї, Афінах та Пекіні.
4. Богдан Мельничук — письменник-публіцист, заслужений діяч мистецтв України, редактор «Тернопільського енциклопедичного словника».
5. Євген Баров — заслужений журналіст України, кореспондент Національного радіо в Тернопільській області.
6. Микола Лукашкевич — журналіст газети «Вільне життя», лауреат обласної журналістської премії імені М. Костенка.

### 2009
1. Іван Гута — Герой України, голова наглядової ради товариства «Мрія Центр» Гусятинського району.
2. Михайло Андрейчин — член-кореспондент АМН України, завідувач кафедри інфекційних хвороб Тернопільського медуніверситету, професор.
3. Ігор Починок — заслужений тренер України з біатлону, заслужений працівник фізичної культури і спорту України, майстер спорту.
4. Антон Білик — директор приватно-орендного підприємства «Іванівське» Теребовлянського району, заслужений працівник сільського господарства України.
5. Зіна Кушнірук — редактор газети «Свобода», заслужений журналіст України.
6. Володимир Ячмінський — актор Тернопільського академічного обласного драматичного театру ім. Т. Шевченка, народний артист України.
7. Володимир Болєщук — голова Тернопільської райдержадміністрації.
8. Шагін Бабанли — головний лікар Тернопільського обласного комунального клінічного онкологічного диспансеру.
9. Мирослава Хмурич — директор Тернопільської обласної бібліотеки для молоді.
10. Богдан Дікальчук — заступник редактора газети «Вільне життя плюс», спортивний оглядач.
11. Раїса Обшарська — завідувачка дошкільного навчального закладу №1 м. Чорткова.

### 2010[2]
1. Богдан Бекесевич — директор творчого об’єднання радіопрограм Тернопільської обласної державної телерадіокомпанії.
2. Богдан Білоус — директор Тернопільської дитячо-юнацької спортивної школи «Авангард».
3. Микола Добровольський — літературний редактор всеукраїнської незалежної громадсько-політичної газети «Вільне життя плюс».
4. Євгенія Коваль — вчителька Лисичинської загальноосвітньої школи Підволочиського району.
5. Василь Лило — генеральний директор ВАТ «Тернопільбуд», заслужений будівельник України.
6. Сергій Надал — міський голова Тернополя.
7. Марта Подкович — заступник директора Тернопільського музичного училища імені Соломії Крушельницької, голова благодійного фонду «Соломія», заслужений працівник культури України.
8. Казимир Сікорський — багаторічний головний художник Тернопільського академічного обласного драматичного театру ім. Т. Шевченка, сценограф, скульптор, живописець, заслужений діяч мистецтв України.
9. Богдан Хаварівський — голова правління обласної організації «Меморіал» імені Василя Стуса, заступник директора державного архіву Тернопільської області.
10. Андрій Швед — директор і головний лікар «Клініки мікрохірургії ока «Медікус», кандидат медичних наук.

### 2011[3]
1. Марія Ватраль — начальник Бережанського управління з експлуатації газового господарства ПАТ «Тернопільгаз».
2. Наталя Вівчар — завідувачка відділення кардіології Тернопільської університетської лікарні, кандидат медичних наук.
3. Олег Герман — професор кафедри українознавства і філософії Тернопільського національного технічного університету ім. І. Пулюя, кандидат історичних наук.
4. Михайло Грод — генеральний директор приватного підприємства «Фабрика меблів «Нова».
5. Марія Гуцал — директор навчально-виховного комплексу школи-колегіуму ім. Патріарха Йосифа Сліпого.
6. Марія Карпа — адвокат.
7. Сергій Корнійчук — полковник, командир 11-ї гвардійської окремої артилерійської бригади.
8. Михайло Ониськів — заступник редактора газети «Вільне життя плюс».
9. Володимир Флехнер — доцент кафедри акушерства і гінекології Тернопільського державного медичного університету ім. І. Горбачевського.

### 2012[4]
1. Віталій Апастолюк — начальник лікарні з поліклінікою сектору медичного забезпечення УМВС України в Тернопільській області.
2. Леонід Бицюра — заступник тернопільського міського голови.
3. Євген Безкоровайний — голова Тернопільської організації Національної спілки письменників України.
4. Петро Гадз — голова наглядової ради ТОВ «Бучач–агрохлібпром», Герой України.
5. Віталій Ігнатенко — заступник голови регіонального Олімпійського комітету, чемпіон України, майстер спорту.
6. Віктор Кміта — головний лікар лікарні №2 м. Тернополя.
7. Мирослав Кріль — головний диригент симфонічного оркестру обласної філармонії, заслужений діяч мистецтв України.
8. Анатолій Лосєв — семиразовий чемпіон України, володар Кубка європейських чемпіонів, майстер спорту, заслужений тренер України.
9. Валерій Міщенко — заслужений юрист України, голова ради адвокатів Тернопільської області.
10. Володимир Остафійчук — головний лікар Вітрянської амбулаторії загальної практики сімейної медицини Монастириського району.
11. Ольга Похиляк — начальник управління освіти і науки Тернопільської міської ради.
12. Василь Пришляк — лікар-кардіолог-консультант, заслужений лікар України.
13. Галина Сіра — заступник редактора газети «Вільне життя плюс».
14. Іван Чайківський — генеральний директор приватного агропромислового підприємства «Агропродсервіс».

### 2013[5]
1. Петро Мазур — директор Кременецького медичного училища імені А. Річинського, кандидат медичних наук.
2. Валентина Баца — заступник редактора газети «Вільне життя плюс» з економічних питань, лауреат премії НСЖУ «Золоте перо».
3. Орест Березовський — доцент кафедри травматології та ортопедії Тернопільського державного медичного університету ім. І. Горбачевського.
4. Василь Бич — методист Бережанського районного методкабінету, заслужений працівник освіти України.
5. Остап Гайдукевич — директор обласної експериментальної комплексної школи мистецтв, заслужений працівник культури України.
6. Олександр Григоренко — начальник Шумського управління з експлуатації газового господарства ПАТ «Тернопільгаз».
7. Богдан Кусень — голова обласного літературно-просвітницького товариства ім. Б. Лепкого.
8. Леся Любарська — виконуюча обов’язки голови обласної громадської організації «Берег єднання» ім. Р. Шухевича, письменниця.
9. Михайло Лисюк — адвокат, заслужений юрист України.
10. Іван Максимів — директор ТЗОВ «Терно-граф».
11. Олена Підгрушна — заслужений майстер спорту України, чемпіон світу 2013 року, багаторазова призерка чемпіонатів Європи з біатлону.
12. Віктор Рибін — доцент кафедри соціальної роботи Тернопільського національного економічного університету.
13. Микола Шот — власний кореспондент газети «Урядовий кур’єр» в Тернопільській області.
14. Ігор Яворський — старший тренер футбольного клубу «Нива», майстер спорту України з футболу.

### 2014
1. Андрій Баран — директор ПАП «Агропродсервіс» с. Настасів Тернопільського району.
2. Наталія Басараб — художниця.
3. Микола Булат — актор, волонтер АТО.
4. Іван Ваврик — директор товариства «Побутрембут», поет, художник.
5. Валерій Залізний — громадський діяч, поет, художник.
6. Богдан Новосядлий — заступник редактора газети «Свобода».
7. Ганна Перейбіда — вчителька.
8. Михайло Рудзінський — директор Тернопільського музичного училища ім. С. Крушельницької.
9. Віталій Семенюк — директор обласного відділення міжнародного центру впровадження програм ЮНЕСКО.
10. Ігор Свистун — директор заводу безалкогольних напоїв.
11. Сергій Чайковський — підприємець, волонтер, учасник Майдану й АТО.

### 2015[6]
1. Анатолій Крижанівський — директор Тернопільської Української гімназії імені І. Франка.
2. Юрій Завадович — головний лікар медичного центру ТОВ «Прохелес», м. Тернопіль.
3. Богдан Завитій — директор ПП «Явір-90», м. Тернопіль.
4. Микола Лазарович — доктор історичних наук, професор, завідувач кафедри Тернопільського національного економічного університету, учасник АТО.
5. Наталія Левенець — директор Тернопільської загальноосвітньої школи №4, відмінник освіти України.
6. Ярослав Лемішка — директор обласної філармонії, народний артист України.
7. Лілія Мусіхіна — письменниця, етнограф, активістка тернопільської «Самооборони», волонтер.
8. Роман Пахолок — директор Чортківського гуманітарно-педагогічного коледжу імені О. Барвінського.
9. Петро Пеляк — голова фермерського господарства «Вікторія-92» с. Вікторівки Козівського району, заслужений працівник сільського господарства України.
10. Борис Репка — заслужений артист України, в. о. директора Тернопільського обласного академічного драматичного театру імені Т. Г. Шевченка.
11. Олена Різник — письменниця, керівник поетично-фольклорного театру «Взори», м. Бережани.
12. Ганна Слівінська — головний лікар установи «Центр здоров’я» Тернопільської обласної ради.
13. Євген Удін — графік, заслужений художник України.
14. Микола Шевчук — художник, викладач Теребовлянського вищого училища культури, волонтер.
15. Григорій Шергей — заслужений діяч мистецтв України, директор департаменту культури, релігій та національностей Тернопільської обласної державної адміністрації.

### 2016[7]
1. Анатолій Вихрущ — доктор філологічних наук, професор, завідувач кафедри психології та педагогіки Тернопільського національного економічного університету.
2. Осип Гасюк — багаторічний керівник агрофірми «Горинь» Лановецького району, повний кавалер ордена «За заслуги», депутат обласної ради кількох скликань.
3. Юрій Кравчук — підприємець, учасник АТО, меценат. м. Ланівці.
4. Анатолій Крохмальний — журналіст телекомпанії «TV-4».
5. Іван Михайлецький — військовий комісар Заліщицького райвійськкомату, учасник оборони Донецького аеропорту, кавалер ордена Богдана Хмельницького третього ступеня.
6. Степан Никеруй — директор ТОВ аграрного підприємства «Колос-2» Теребовлянського району.
7. Віра Самчук — заслужена артистка України, актриса Тернопільського академічного обласного драматичного театру ім. Т. Шевченка.
8. Андрій Цвях — доктор медичних наук, професор, завідувач кафедри травматології та ортопедії з військово-польової хірургії Тернопільського медуніверситету ім. І. Я. Горбачевського.
9. Йосиф Чорновус — начальник Підгаєцької дільниці Бережанського управління з експлуатації газового господарства.
10. Іван Шкварло — чемпіон XV Літніх параолімпійських ігор з футболу в Ріо-де-Женейро, кавалер ордена «За заслуги» першого ступеня. м. Підгайці.

### 2017[8]
1. Михайло Безпалько — актор Тернопільського академічного обласного драматичного театру імені Т. Шевченка.
2. Світлана Константинова — директор Тернопільської загальноосвітньої школи №7.
3. Лілія Костишин — заступник редактора газети «Вільне життя плюс».
4. Андрій Любунь — протоієрей, настоятель Свято-Димитрівських храмів УПЦ Київського патріархату у селах Лішні та Куликові Кременецького району, волонтер і капелан.
5. Богдан Маркевич — головний лікар Козівської центральної районної лікарні.
6. Микола Пилипів — директор приватного агропромислового підприємства «Аркадія» Гусятинського району.
7. Володимир Топоровський — декан Зарваницького деканату УГКЦ, капелан.
8. Василь Феленчак — художній керівник і диригент муніципального Галицького камерного оркестру, народний артист України.
9. Валерій Чоботар (позивний «Гатило») — захисник Донецького аеропорту, тренер проекту для ветеранів та їх сімей «Серце Воїна».
10. Володимир Шумило — художник, майстер народних художніх промислів.

### 2018[9]
1. Ярослав Гавянець — «кіборг», захисник Донецького аеропорту, кавалер ордена «За мужність» III ступеня.
2. Юрій Березовський — заслужений працівник сільського господарства, виконавчий директор ПП «Агрон» Тернопільського району, депутат обласної ради.
3. Василь Дунець — поет, композитор, бард, кавалер ордена «За заслуги» III ступеня.
4. Андрій Крисоватий — ректор Тернопільського національного економічного університету, доктор економічних наук, професор.
5. Тарас Радь — майстер спорту міжнародного класу з лижних перегонів та біатлону, чемпіон з біатлону XII Параолімпійських ігор.
6. Василій Семенюк — архієпископ та митрополит Тернопільсько-Зборівський УГКЦ, магістр богослов’я, удостоєний Державної премії України в галузі архітектури та ордена «За заслуги» III  ступеня.
7. Олег Снітовський — власний кореспондент Уніан-Укрінформу, заслужений журналіст України.
8. Віктор Твердохліб — головний експерт зі спеціальності «урологія» Тернопільської університетської лікарні, кандидат медичних наук.
9. Михайло Тимошик — голова комісії з питань культури, духовності, свободи слова, інформації та розвитку громадянського суспільства, краєзнавець, громадський діяч.
10. Марія Тройчак — фітотерапевт, дитяча письменниця, кінодокументаліст, громадський діяч.
11. Олексій Філюк — священик парафій Православної церкви України сіл Білозірки та Шушківців Лановецького району, волонтер.

### 2019[10]
1. Архієпископ Тернопільський і Кременецький Нестор — керуючий Тернопільською єпархією Православної церкви України, голова Синодального управління взаємодії з молодіжно-патріотичними громадськими об’єднаннями, заступник голови Синодальної богословсько-літургічної комісії ПЦУ.
2. Михайло Джус — генеральний директор (головний лікар) Центру екстреної медичної допомоги та медицини катастроф Тернопільської обласної ради.
3. Дяків Василь Григорович — учитель Заліщицької державної гімназії, заслужений вчитель України, переможець всеукраїнського конкурсу «Вчитель року-2019» (номінація «Основи здоров’я»).
4. Віталій Зварич — учасник АТО, «кіборг». Нагороджений орденом «За мужність» ІІІ ступеня та нагрудним знаком «За оборону Донецького аеропорту», м. Заліщики.
5. Володимир Коваль — член президії ради об’єднання сільськогосподарських підприємств, голова наглядової ради СФНВГ «Коваль» і «Ковалівське нове» (с. Васильківці Гусятинського району), заслужений працівник сільського господарства України, нагороджений орденом «За заслуги» ІІІ ступеня.
6. Іван Кушнір — поет-пісняр, організатор міжнародного мистецького фестивалю «Яблуневий Спас», співорганізатор фестивалів «Чорна вишиванка» на Бережанщині, «Мистецтво єднає Україну» та інших.
7. Михайло Лазар — голова правління Тернопільської облспоживспілки, заслужений працівник сфери послуг України, нагороджений орденом «За заслуги» ІІІ ступеня.
8. Зоряна Мурашка — редакторка «Домашньої газети», призерка Всеукраїнського конкурсу студентських наукових робіт із галузі знань «Журналістика».
9. Дмитро Підручний — заслужений майстер спорту України, багаторазовий переможець і призер чемпіонатів Європи, етапів Кубка світу, чемпіон світу з біатлону в гонці переслідувань у шведському Естерсунді 2019 року.
10. Володимир Шматько — чортківський міський голова, учасник бойових дій, доброволець (2014 року служив у 128-й гірсько-піхотній бригаді: командир взводу, старший лейтенант. м. Дебальцеве Донецької області).

### 2020[11]
1. Володимир Андрухів — військовий капелан окремої артилерійської бригади імені гетьмана Данила Апостола;
2. Василь Градовий — директор ПАП «Дзвін», с. Звиняч Чортківського району, громадський діяч, меценат;
3. Тетяна Дмитрів — старша медсестра відділення анестезіології та інтенсивної терапії Монастириської районної лікарні;
4. Оксана Кадубець — завідувачка інфекційного відділення КП «Тернопільська міська комунальна лікарні швидкої допомоги»;
5. Ганна Кичук — бібліотекар, педагог, краєзнавець із Нового Села Підволочиського району;
6. Віталій Ковальчук — директор підприємства «Молокія», що в Тернополі, меценат;
7. Дмитро Лисак — митрофорний протоієрей, настоятель церкви Воздвиження Чесного Хреста (Надставної), зачинатель автокефального руху на Тернопіллі;
8. Галина Литвинюк — директор Тернопільського комунального центру науково-освітніх інновацій та моніторингу;
9. Софія Лінчевська — відповідальний секретар газети «Вільне життя плюс».

### 2021[12]
1. Олександр Вільчинський — доцент кафедри журналістики Тернопільського національного педагогічного університету ім. В. Гнатюка, письменник, доброволець АТО.
2. Ольга Гордієнко — координаторка соціальної ініціативи «Єднання поколінь», голова громадської організації «Центр сприяння дітям із синдромом Дауна «Бебіко», м. Тернопіль.
3. В'ячеслав Кізілов — старший військовий капелан Тернопільської області Православної церкви України, настоятель церкви Введення в храм Пресвятої Богородиці в м. Тернополі.
4. Ігор Крочак — журналіст, військовий історик, архівіст, громадський діяч, учасник російсько-української війни.
5. Петро Левицький — директор комунального підприємства «Тернопільський міський лікувально-діагностичний центр Тернопільської міськради», доцент кафедри медичних катастроф Тернопільського національного медичного університету ім. І.Горбачевського, кандидат медичних наук.
6. Юрій Левкович — директор ТОВ «Тернопіль Мостобуд».
7. Галина Огородник — голова Більче-Золотецької об'єднаної територіальної громади Чортківського району.
8. Наталія Присіч — провідна солістка Тернопільської обласної філармонії, викладачка Тернопільського мистецького фахового коледжу ім. Соломії Крушельницької.
9. Юрій Пудлик — генеральний директор ПАП «Агроінвест», смт Козова Тернопільського району.
10. Ярослав Угляр — підприємець, директор готельнотуристичного комплексу «Орися» в с. Оришківцях Чортківського району, депутат районної ради.
11. Галина Шот — заступник голови Тернопільського міського об’єднання «Просвіти», викладачка Тернопільського фахового коледжу ТНТУ, відмінниця освіти України.
12. Оксана Юрків — учителька фізкультури Козівського закладу загальної середньої освіти ІІ—ІІІ ступенів «Українська гімназія ім. В. Герети», найкраща вчителька фізкультури 2021 року в Україні за версією Global Teacher Prize Ukraine.

### 2022[13]
- о. Євген Флиста — священник УГКЦ, штатний бригадний вiйськовий капелан 105-ї окремої територiальної бригади Тернопільщини.
- Василь Вислоцький — директор приватного с/г пiдприємства з переробки зернових культур «Ягiльниця-В», заслужений працiвник сiльського господарства України, депутат Тернопiльської обласної ради, меценат.
- Ігор Гавура — завiдувач отоларингологiчним вiддiленням Тернопiльської обласної клiнiчної лiкарнi.
- Микола Демчук — часник росiйсько-української вiйни у 2015 та 2022 роках.
- Арсен Дмитрик — майор, командир окремого загону спецiального призначення Нацiональної гвардiї України «Азов», учасник росiйсько-української вiйни, кавалер ордена «За мужність» II та III ступенів.
- Михайло Дiанов — старший сержант 36 окремої бригади морської пiхоти Збройни Сил України, оборонець Марiуполя, кавалер ордена «За мужність» II i III ступенів, почесний громадянин міста Тернополя.
- Віталій Мальований — завiдувач хiрургiчно-торакальним вiддiленням Тернопiльської обласної клiнiчної лiкарнi, кандидат медичних наук, доцент кафедри хiрургiї з урологiєю Тернопiльського медичного унiверситету.
- Андрій Надкевич — лiкар-реабiлiтолог Микулинецької обласної фiзiотерапевтичної лiкарнi реабiлiтацiї, кандидат медичних наук, академiк Академiї соцiального управлiння, волонтер, громадський дiяч.
- Катерина Полiщук «Пташка» — парамедикиня, захисниця «Азовсталi», кавалер ордена «За мужність» III ступеня, почесна громадянка міста Тернополя.
- Наталія Марiнкiна — мати трьох синiв, якi служать в лавах Збройних Сил України, волонтерка.
- Христина Фецiца — волонтерка з 2014 року, одна з перших володарок президентської вiдзнаки «Золота серце».
- Леонід Шкробот — генеральний директор комунального некомерцiйного пiдприємства «Тернопiльський обласний клiнiчний онкологiчний диспансер», доктор медичних наук, професор кафедри онкологiї, променевої дiагностики i терапiї Тернопiльського медичного унiверситету».

### 2023[14]
- Богдана Барва — волонтерка з Лановеччини.
- Степан Барна — сержант 10-ї окремої гірсько-штурмової бригади «Едельвейс».
- Василь Бліхар — головний лікар Тернопільської обласної клінічної лікарні.
- Олена Венгер — волонтерка, завідувачка кафедри психіатрії, наркології та медичної психіатрії ТНМУ ім. І. Горбачевського.
- Тарас Герман — волонтер, учасник гуманітарного проекту «На щиті».
- Богдан Олійник — керівник ТОВ «Агро-млин».
- Сергій Самборський — сапер 85 батальйону тероборони в/ч А7172.
- Петро Шимків — учасник бойових дій, голова обласної «Просвіти».
- Олег Шупляк — заслужений художник України.
- Василь Щиренко — генеральний директор ТОВ «ОСП корпорація "Ватра"».

### 2024[15]
- Любов Бочан — завідувачка нейрореабілітаційним відділенням Тернопільської обласної психоневрологічної лікарні, волонтерка;
- Назар Вікторовський — учасник російсько-української війни, інспектор служби «102» ГУНП у Тернопільській області;
- Тамара Воронцова — доцент кафедри дитячих хвороб з дитячою хірургією Тернопільського національного медичного університету ім. І. Я. Горбачевського, голова Тернопільського осередку ГО «Медичний Майдан», волонтерка.
- Іван Андрій Говера — митрофорний протоієрей, синкел у справах мирян Тернопільсько-Зборівської єпархії УГКЦ;
- Олег Дубовий — учасник російсько-української війни, Чортківський район;
- Іван Космина — радник чорківського міського голови, голова громадської організації людей з інвалідністю «Вікторія»;
- Людмила Лі — вдова Героя України полковника Сергія Лі, Кременецька ТГ;
- Олена Маруняк-Гайдичук — співачка, бандуристка, членкиня товариства звʼязків з українцями за межами України «Україна — світ», волонтерка;
- Олена Мудра — голова благодійного фонду «Промінь сонця», волонтерка;
- Андрій Нагірний — завідувач травматологічного відділення Чортківської центральної міської лікарні;
- Олександр Самсоненко — директор ТОВ «Агро-Рось», с. Качанівка Тернопільського району.